# Jim Varney
James Albert "Jim" Varney, Jr. (15. června 1949, Lexington, Kentucky, USA – 10. února 2000, White House, Tennessee, USA) byl americký komik, herec a spisovatel. Nejvíce byl známý pro svoji postavou Ernesta P. Worrella, který se objevil v řadě televizních reklamách a komerčních akcích a s níž získal slávu po celém světě. Je držitelem ceny Daytime Emmy. Další úspěch získal postavou Jeda Clampetta ve filmu The Beverly Hillbillies. Svůj hlas propůjčil jezevčíkovi Slinkovi v animovaných filmech Toy Story: Příběh hraček a Toy Story 2: Příběh hraček.